# الحرب الإنجليزية الأفغانية الأولى
نشبت الحرب الإنجليزية الأفغانية الأولى أو الحرب الأنغلو-أفغانية الأولى (المعروفة أيضًا للبريطانيين بـ الكارثة في أفغانستان) بين شركة الهند الشرقية البريطانية وإمارة أفغانستان في عام 1839 واستمرت حتى عام 1842. في البداية، تمكن البريطانيون من التدخل في نزاع على الخلافة بين الأمير دوست محمد (البركزاي) والأمير السابق شجاع شاه (الدراني)، الذي نصّبوه عقب غزو كابل في شهر أغسطس من عام 1839. كادت القوى الهندية البريطانية والسيخية الرئيسية التي تحتل كابل مع أتباع المعسكرات خاصتهم، بعد أن تحملوا الشتاء القارس أيضًا، أن تُباد بالكامل تقريبًا أثناء التراجع في يناير 1842. بعد ذلك أرسل البريطانيون جيش قصاص إلى كابل للانتقام من هزيمتهم، وبعد أن هدموا أجزاء من العاصمة واستردوا السجناء، غادروا أفغانستان تمامًا بحلول نهاية العام. عاد دوست محمد من المنفى في الهند لاستئناف حكمه.
كانت الحرب واحدة من أولى الصراعات الجسيمة خلال اللعبة الكبرى، التي مثلت التنافس في القرن التاسع عشر بين الإمبراطورية البريطانية والإمبراطورية الروسية من أجل السيطرة على آسيا الوسطى.

## الأسباب
كان القرن التاسع عشر فترة منافسة دبلوماسية بين الإمبراطوريتين البريطانية والروسية على مناطق النفوذ في آسيا، وقد عُرفت تلك المنافسة باسم «اللعبة الكبرى» للبريطانيين و«منافسة الظلال» للروس. باستثناء الإمبراطور بافل الأول الذي أمر بغزو الهند في عام 1800 (الذي أُلغي عقب اغتياله عام 1801)، لم يفكر أي قيصر روسي في غزو الهند، ولكن كان يُنظر إلى روسيا على أنها «العدو» في بريطانيا للفترة الأكبر من القرن التاسع عشر، وأي تقدم روسي في آسيا الوسطى كان يُفترض دائمًا (في لندن) أنه موجه نحو غزو الهند، كما لاحظ المؤرخ الأمريكي ديفيد فرومكين، «مهما كان هذا التفسير مستبعدًا». في عام 1832، مُرِّرَ مشروع قانون الإصلاح الأول الذي خفض متطلبات حق الاقتراع وشغل المناصب في المملكة المتحدة، وهو القانون الذي عارضه الإمبراطور المحافظ للغاية نيكولاي الأول من روسيا علنًا، مهيئًا الساحة لـ «حرب باردة» أنغلو-روسية، مع اعتقاد الكثيرين بأن الأوتوقراطية الروسية والديموقراطية البريطانية لا بد وأن تتصادما. في عام 1837، أثار لورد بالمرستون وجون هوبهاوس، خوفًا من عدم الاستقرار في أفغانستان، والسند، والقوة المتزايدة لإمبراطورية السيخ في الشمال الغربي، شبح غزو روسي محتمل للهند البريطانية عبر أفغانستان. كانت الإمبراطورية الروسية توسع نطاقها ببطء داخل آسيا الوسطى، وقد رأت شركة الهند الشرقية ذلك على أنه تهديد محتمل لمصالحها في الهند. في روسيا القرن التاسع عشر، كانت هناك إيديولوجية «المهمة الخاصة لروسيا في الشرق». تحديدًا، كان على روسيا «واجب» غزو جزء كبير من آسيا، على الرغم من أن هذا كان موجهًا ضد دول آسيا الوسطى و«الخطر الأصفر» المزعوم في الصين بشكل أكبر من كونه موجهًا ضد الهند. مال البريطانيون إلى إساءة فهم السياسة الخارجية للإمبراطور نيكولاي الأول على أنها معادية لبريطانيا وتعتزم اتباع سياسة توسعية في آسيا. على الرغم من أن نيكولاي كان يكره بريطانيا كدولة ديمقراطية ليبرالية اعتبرها «غريبة» إلى حد ما، إلا أنه كان مؤمنًا دائمًا بإمكانية التوصل إلى تفاهم مع بريطانيا حول مجالات النفوذ في آسيا، معتقدًا أن الطبيعة المحافظة للمجتمع البريطاني كان من شأنها أن تؤخر ظهور الليبرالية. لم يكن الهدف الرئيسي لسياسة نيكولاي الخارجية هو غزو آسيا، بل دعم الوضع الراهن في أوروبا، خاصة من خلال التعاون مع بروسيا والنمسا، وعزل فرنسا، حيث كان لويس فيليب الأول، ملك الفرنسيين، رجلًا كرهه نيكولاي بصفته «مغتصبًا». كان دوق أورليان صديقًا لنيكولاي ذات مرة، ولكن عندما اعتلى عرش فرنسا بعد ثورة 1830، امتلأ نيكولاي بالكراهية لصديقه السابق الذي، كما رأى الأمر، عبر إلى ما اعتبره الجانب المظلم من الليبرالية.
أرسلت الشركة مبعوثًا إلى كابل لتشكيل تحالف مع أمير أفغانستان، دوست محمد خان، ضد روسيا. كان دوست محمد قد فقد مؤخرًا العاصمة الثانية لأفغانستان، بيشاور، لصالح إمبراطورية السيخ، وكان على استعداد لتشكيل تحالف مع بريطانيا إذا قدموا الدعم لاستعادتها، لكن لم يكن البريطانيون راغبين في تقديم الدعم. في الواقع، خشي البريطانيون من جيش «الدل خالصه» فرنسيّ التدريب، واعتبروا أن جيش السيخ كان يشكل تهديدًا أكبر بكثير من الأفغان الذين لا يملكون جيشًا على الإطلاق، وبدلاً من ذلك، لديهم قبيلة مُجندة فقط تحت راية رجال قبائل الجهاد الذين كانوا يخرجون للقتال من أجل الأمير. كان دال خلسا قوة هائلة، تدرب على يد ضباط فرنسيين، وكان مجهزًا بأسلحة حديثة، واعتُبر على نطاق واسع واحدًا من أقوى الجيوش في شبه القارة الهندية بأكملها. لهذا السبب، فضل لورد أوكلاند التحالف مع البنجاب على التحالف مع أفغانستان، التي لم تمتلك مثيلًا لـ«الدل خالصه». أمكن للبريطانيين أن يكون لديهم تحالف مع البنجاب أو أفغانستان، ولكن ليس كلاهما في ذات الوقت. بعد أن سمع الحاكم العام للهند، لورد أوكلاند، عن وصول المبعوث الروسي، الكونت جان بروسبير ويتكيويكز (المعروف بشكل أفضل بالنسخة الروسية من اسمه: يان فيتكيفيتش)، في كابل، وسمع أيضًا عن احتمالية لجوء دوست محمد إلى روسيا للحصول على الدعم، بالغ مستشاروه السياسيون في تقدير حجم التهديد. وصف بيرنز ويتكيويكز: «لقد كان رجلًا نبيلًا ومقبولًا، يبلغ من العمر ثلاثين عامًا تقريبًا، ويتحدث الفرنسية والتركية والفارسية بطلاقة، وارتدى زي أحد ضباط القوزاق». ألقى وجود ويتكيويكز ببيرنز في حالة من اليأس، ما دفع أحد المؤرخين المعاصرين إلى ملاحظة أنه «سلم نفسه لليأس، وربط رأسه بالمناشف المبللة والمناديل، واستغرقته الزجاجة ذات الرائحة». في الحقيقة، دعا دوست محمد الكونت ويتكيويكز إلى كابل كوسيلة لإخافة البريطانيين وإجبارهم على التحالف معه ضد عدوه اللدود رانجيت سينغ، مهراجا البنجاب، لا لأنه أراد حقًا إقامة تحالف مع روسيا. كان لدى البريطانيين القوة لإجبار سينغ على إعادة الأراضي الأفغانية السابقة التي احتلها، في حين لم يكن ذلك بمقدرة الروس، ما يفسر إرادة دوست محمد خان للتحالف مع البريطانيين. كتب ألكسندر بيرنز، الإسكتلندي الذي شغل منصب كبير المسؤولين السياسيين لشركة الهند الشرقية في أفغانستان، إلى منزله بعد تناول العشاء مع الكونت ويتكيويكز ودوست محمد في أواخر ديسمبر 1837: «نحن في حالة من الفوضى هنا. أرسل إمبراطور روسيا مبعوثًا إلى كابل لعرض...المال [للأفغان] لمحاربة راجيت سينغ!!! لم أتمكن من تصديق عيني أو أذني». في 20 يناير 1838، أرسل لورد أوكلاند إنذارًا إلى دوست محمد قائلًا: «يجب أن تكف عن جميع المراسلات مع روسيا. يجب ألا تستقبل عملاء منهم أبدًا، ولم يكن من المفترض أن تتعامل معهم دون موافقتنا، يجب عليك استبعاد الكابتن فيتكيفيتش [ويتكيويكز] بكياسة، ويجب عليك التنازل عن جميع المطالبات ببيشاور». اشتكى بيرنز نفسه من أن رسالة لورد أوكلاند كانت «ديكتاتورية ومتغطرسة للغاية بحيث تشير إلى نية الكاتب في توجيه إهانة»، وحاول تجنب تسليمها لأطول فترة ممكنة. لقد أساءت الرسالة إلى دوست محمد بالفعل، ولكن من أجل تجنب الحرب، أجرى مستشاره العسكري الخاص، المغامر الأمريكي جوزيه هارلان، محادثات مع بيرنز لمعرفة ما إذا كان يمكن ترتيب بعض التسويات. لم يكن لدى بيرنز في الواقع سلطة التفاوض على أي شيء، واشتكى هارلان من أن بيرنز كان يماطل فقط، ما أدى إلى طرد دوست محمد للبعثة الدبلوماسية البريطانية في 26 أبريل 1838.
أخذت مخاوف بريطانيا من غزو روسي للهند خطوة أقرب لأن تصبح واقعًا عندما انهارت المفاوضات بين الأفغان والروس في عام 1838. أقدمت سلالة قاجار في بلاد فارس، بدعم روسي، على حصار هرات. هرات مدينة كانت من الناحية التاريخية تنتمي إلى بلاد فارس، وكان الشاه القاجاريون يرغبون في استعادتها منذ فترة طويلة، وتقع في سهل خصيب جدًا يعرف باسم «مخزن حبوب آسيا الوسطى»، وبالتالي فمن كان يسيطر على هرات والريف المحيط سيطر أيضًا على أكبر مصدر للحبوب في آسيا الوسطى كلها. شكلت روسيا، التي أرادت زيادة وجودها في آسيا الوسطى، تحالفًا مع الدولة القاجارية، التي كانت لديها نزاعات إقليمية مع أفغانستان حيث كانت هرات جزءًا من الدولة الصفوية قبل عام 1709. كانت خطة لورد أوكلاند هي طرد المحاصرين واستبدال دوست محمد بشجاع شاه الدراني، الذي حكم أفغانستان ذات مرة والذي كان على استعداد للتحالف مع أي شخص قد يعيده إلى العرش الأفغاني. في وقت من الأوقات، استأجر شجاع مغامرًا أمريكيًا، جوزيه هارلان، للإطاحة بدوست محمد خان، على الرغم من حقيقة أن خبرة هارلان العسكرية انحصرت في العمل فقط كجراح مع قوات شركة الهند الشرقية في حرب بورما الأولى. عُزِل شجاع شاه  في عام 1809 وعاش في المنفى في الهند البريطانية منذ عام 1818، حيث كان يتلقى نفقة من شركة الهند الشرقية، التي اعتقدت أنه قد يكون مفيدًا في يوم من الأيام. نفى البريطانيون أنهم كانوا يغزون أفغانستان، مدعين أنهم كانوا يدعمون فقط حكومة «شجاع» الشرعية «ضد التدخل الأجنبي والمعارضة الحادة». بالكاد كان شجاع شاه مُتَذَّكرًا بحلول عام 1838 من معظم رعاياه السابقين، وأولئك الذين تذكروه نظروا إليه كحاكم مستبد قاسٍ. أدرك البريطانيون بعد ذلك أنه لم يكن له دعم شعبي تقريبًا في أفغانستان.
في 1 أكتوبر 1838، أصدر لورد أوكلاند إعلان سيملا مهاجمًا دوست محمد خان لشنه «هجومًا غير مبرر» على إمبراطورية «حليفنا القديم، المهراجا رانجيت سينغ»، وأعلن أن شجاع شاه كان «شعبيًا في جميع أنحاء أفغانستان» وسيدخل مملكته السابقة «محاطًا بقواته الخاصة وسوف يُدعم ضد التدخل الأجنبي والمعارضة الحادة من قبل الجيش البريطاني». حالما كسر الفرس حصار هرات وأمر الإمبراطور الروسي نيكولاي الأول الكونت فيتكيفيتش بالعودة (كان سينتحر عند الوصول إلى سان بطرسبرغ)، اختفت أسباب محاولة إعادة شجاع شاه إلى العرش الأفغاني. كتب المؤرخ البريطاني السير جون ويليام كاي أن فشل الفرس في أخذ هرات «سحب من تحت أقدام لورد أوكلاند أي أساس للتبرير وجعل البعثة عبر نهر السند على الفور حماقة وجريمة». لكن في هذه المرحلة، كان لورد أوكلاند متمسكًا بوضع أفغانستان في دائرة النفوذ البريطاني ولن يمنعه شيء من المضي قدمًا في الغزو. في 25 نوفمبر 1838، اجتمع أقوى جيشين في شبه القارة الهندية في استعراض ضخم في فيروزيبور حيث أخرج رانجيت سينغ، مهراجا البنجاب، دال خلسا للمسيرة إلى جانب قوات السيبوي من شركة الهند الشرقية والقوات البريطانية في الهند، مع لورد أوكلاند نفسه وسط الكثير من الموسيقى والأبهة الرائعة حيث ارتدى الرجال الأزياء الملونة إلى جانب الخيول والفيلة في مسيرة مثيرة للإعجاب لاستعراض القوة العسكرية. أعلن لورد أوكلاند أن «جيش السند الكبير» سيبدأ الآن مسيرته صوب كابل لإسقاط دوست محمد وإعادة شجاع شاه إلى العرش الأفغاني، ظاهريًا لأن شجاع شاه كان الأمير الشرعي، ولكن في الواقع من أجل وضع أفغانستان في مجال النفوذ البريطاني. أدان دوق ويلينغتون في مجلس اللوردات الغزو، قائلًا إن الصعوبات الحقيقية لن تبدأ إلا بعد نجاح الغزو، ومتنبئًا بأن القوة الأنغلو-هندية ستهزم القبائل المجندة الأفغانية، لكنها ستجد نفسها تكافح من أجل أن تتشبث نظرًا لتضاريس جبال هندو كوش وعدم امتلاك أفغانستان لطرق حديثة، واصفًا العملية برمتها بأنها «غبية» بالنظر إلى أن أفغانستان هي أرض «صخور، ورمال، وصحارى، وجليد، وثلوج».

## معرض الصور

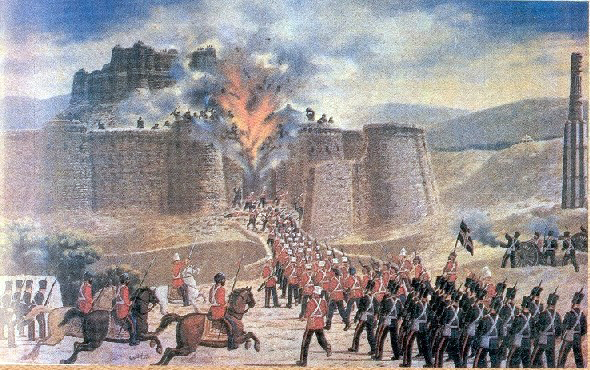
لوحة تظهر اقتحام القوات البريطانية-الهندية لقلعة غزنة في معركة غزنة 23 يوليو 1839 وهي من أبرز معارك الحرب الإنجليزية الأفغانية الأولى

## وصلات خارجية
- حرب كابول وقندهار